# Rozkošský potok (přítok Sázavy)
Rozkošský potok je pravostranný přítok řeky Sázavy v okrese Havlíčkův Brod v Kraji Vysočina. Délka toku činí 7,7 km. Plocha povodí měří 9,7 km².

## Průběh toku
Potok pramení severovýchodně od Radostína v nadmořské výšce okolo 570 m. Po celé své délce proudí převážně jižním směrem. Na horním toku protéká potok zalesněným pásem v zemědělské krajině, který na pravém břehu podél středního toku přechází ve větší lesní celek známý jako Pelestrovské lesy. Zhruba na 6,0 říčním kilometru, jihovýchodně od Radostína, podtéká potok silnici I/38. Na středním toku napájí rybníky Drátovec II a Drátovec I. Několik desítek metrů nad ústím do Sázavy protéká Rozkošský potok pod silnicí II/150. Do Sázavy se vlévá jižně od Perknova,  v západní části katastrálního území Havlíčkův Brod, v nadmořské výšce 405 m.

## Vodní režim
Průměrný průtok Rozkošského potoka u ústí činí 0,07 m³/s.